# Dzieci bawiące się z gęsią
Dzieci bawiące się z gęsią – rzeźba-fontanna znajdująca się w Bydgoszczy na Starym Rynku.
Jest jedną z najstarszych zachowanych rzeźb publicznych w mieście i od początku swego istnienia upiększa Stary Rynek.

## Historia
Fontanna zwana „Studzienką” została odsłonięta 4 października 1909. Twórcą był rzeźbiarz Karol Kowalczewski, a jej fundatorem właściciel apteki „Pod Złotym Orłem” doktor farmacji Alfred Kupffender. Fundacja nastąpiła z okazji jubileuszu 100-lecia posiadania apteki przez rodzinę Kupffenderów. Fontannę z rzeźbą ustawiono na Starym Rynku przy zachodniej pierzei, naprzeciw wejścia do apteki „Pod Złotym Orłem”.
Gdy w 1940 niemieccy naziści przystąpili do burzenia kościoła pojezuickiego i całej zachodniej pierzei Starego Rynku, rozebrano również „Studzienkę”. Części rzeźby, złożone w składnicy ogrodów miejskich, szczęśliwie przetrwały okres okupacji. Uratował je zawiadowca magazynu Franciszek Górski, chociaż brąz z rzeźby był przeznaczony na cele wojenne.
Po zakończeniu II wojny światowej zrekonstruowaną „Studzienkę” ustawiono w dniu 1 maja 1948 na Starym Rynku przed gmachem biblioteki.

## Opis
Rzeźba jest wykonana z brązu i przedstawia dwoje dzieci: dziewczynkę i chłopca, bawiących się z gęsią. Spoczywa ona na szczycie kamiennego obelisku, który znajduje się w misie fontanny. Zarówno obelisk, jak i misa wykonane są z wapienia muszlowego. Woda wypływa z otworów w obelisku, jak również z misy fontanny do zbiornika położonego niżej. Zarówno rzeźba jak i cała fontanna zachowała się w formie oryginalnej z 1909.
We wrześniu-październiku 2014 rzeźba została gruntownie odrestaurowana.

## Galeria

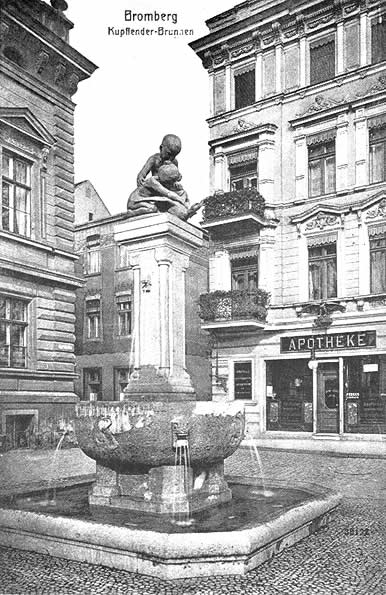
Na początku XX wieku
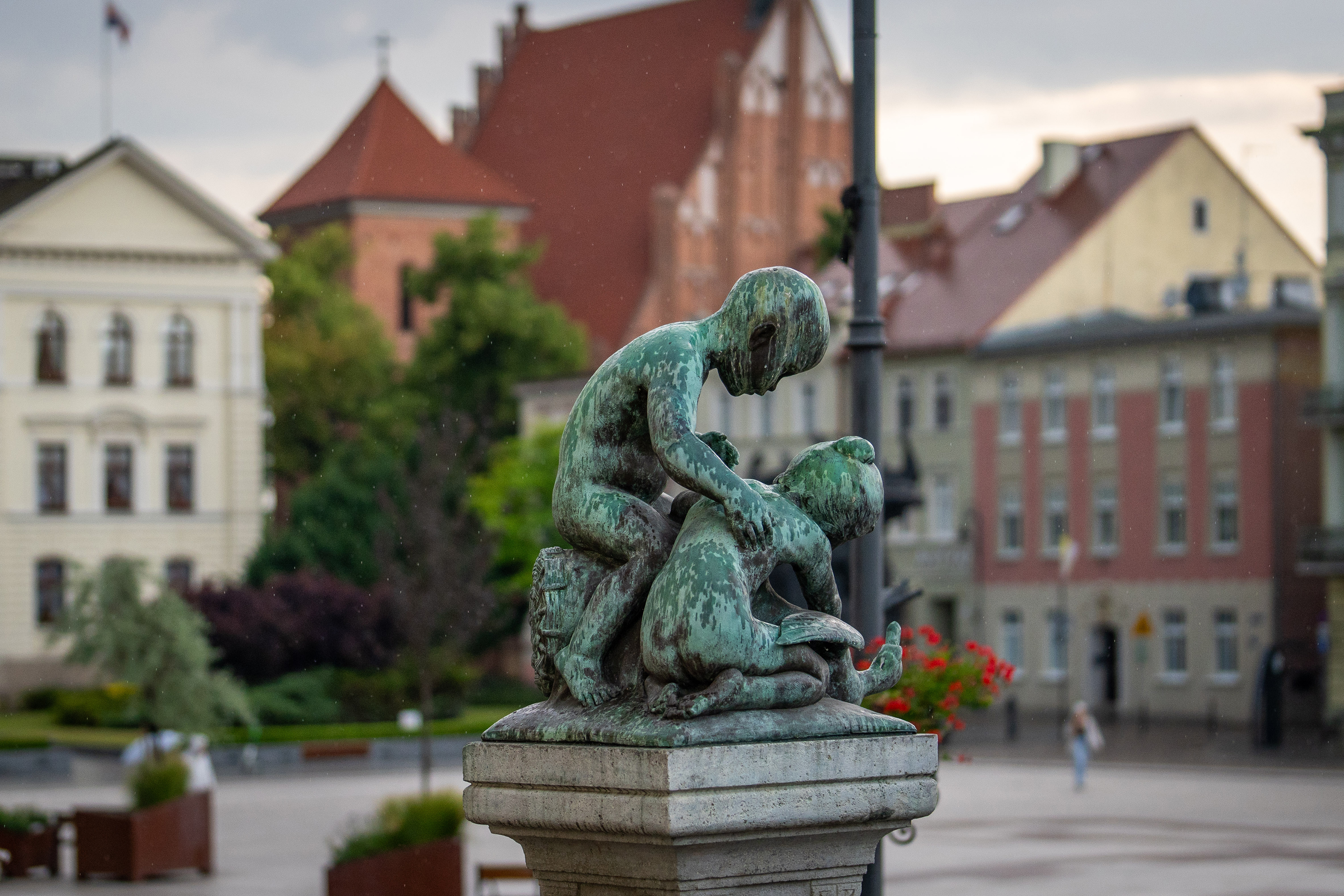
Na tle katedry
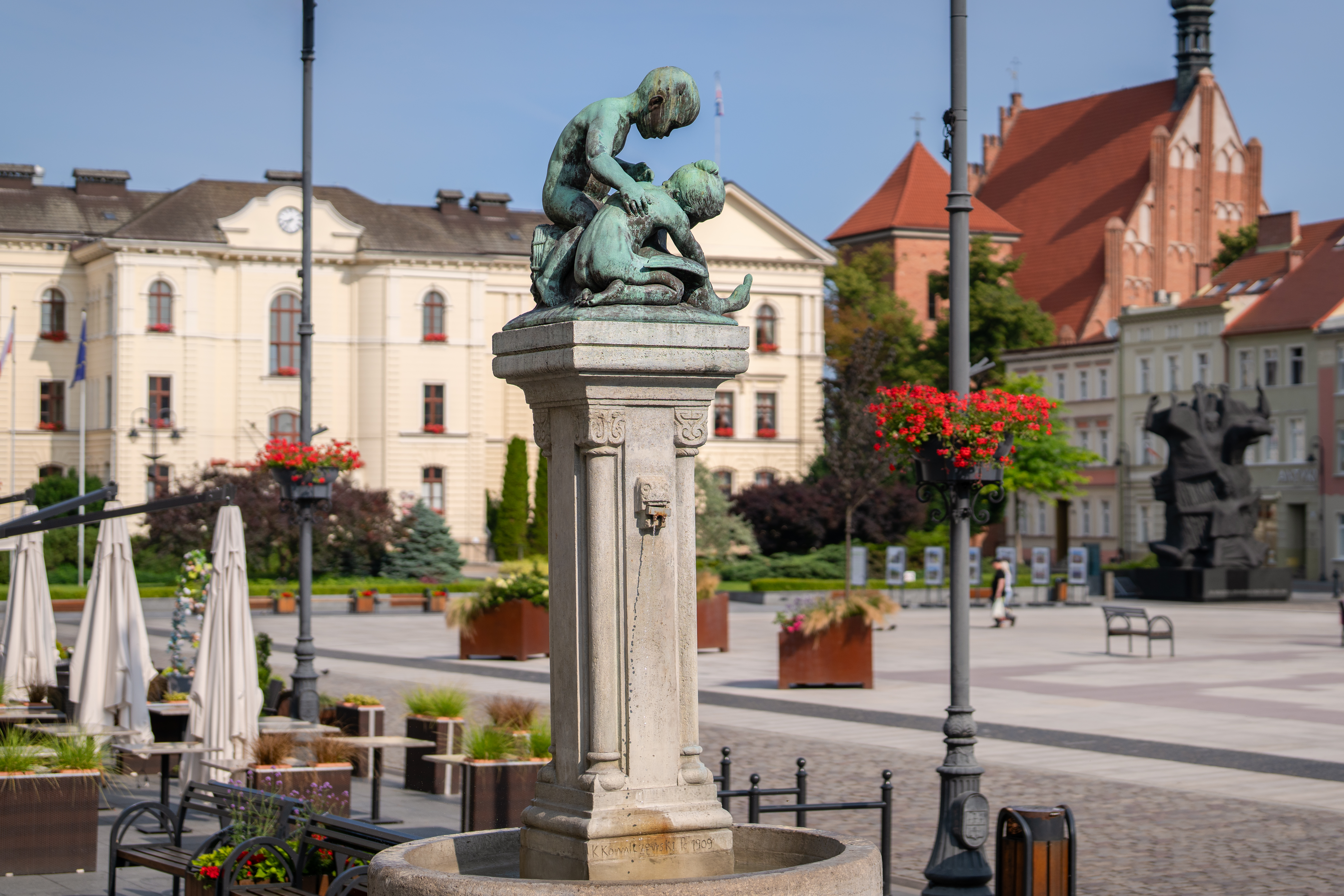
Fontanna